# Пинеберг
Пинеберг (њем. Pinneberg) град је у њемачкој савезној држави Шлезвиг-Холштајн. Једно је од 49 општинских средишта округа Пинеберг. Према процјени из 2010. у граду је живјело 42.367 становника. Посједује регионалну шифру (AGS) 1056039, NUTS (DEF09) и LOCODE (DE PIN) код.

## Географски и демографски подаци
Пинеберг се налази у савезној држави Шлезвиг-Холштајн у округу Пинеберг. Град се налази на надморској висини од 9 метара. Површина општине износи 21,5 km². У самом граду је, према процјени из 2010. године, живјело 42.367 становника. Просјечна густина становништва износи 1.967 становника/km².

## Међународна сарадња
| Мјесто | Држава    | Врста сарадње | Од    |
| ------ | --------- | ------------- | ----- |
|        | САД       | партнерство   | 1957. |
|        | Танзанија | партнерство   | 1991. |
| Извор  |           |               |       |